# Johannes Flüggé
Johannes (Johann) Flüggé (22 de juny de 1775 – 28 de juny de 1816) va ser un metge i botànic alemany nascut a Hamburg.
Estudià medicina i història natural a les universitats de Jena, Viena i Göttingen, i el 1800 es doctorà a la universitat d'Erlangen. Va fer expedicions botàniques a Alemanya i França.
El 1810 Flüggé establí el primer jardí botànic a Hamburg. Va fer recerca de gramínies del gènere Paspalum. El gènere de plantes Flueggea dins la família Euphorbiaceae rep el nom en honor seu. El 1810 he publicà la monografia Graminum Monographiae. Pars 1, Paspalum, Reimaria.
La seva abreviació com a botànic és: Flüggé